# Кадвалладр, Кэрол
Кэрол Джейн Кадвалладр (англ. Carole Jane Cadwalladr; /kædˈwɒlədər/; род. октябрь 1969, Тонтон) — британская журналистка-расследовательница и писательница. Пишет статьи для газеты The Observer. Ранее работала в газете The Daily Telegraph. В 2019 году вместе с репортёрами газеты The New York Times была финалисткой Пулитцеровской премии за свою роль в освещении скандала с данными Facebook и Cambridge Analytica.

## Ранний период жизни
Родилась в Тонтоне, Сомерсет, Англия. Получила образование в Школе Радира, Кардифф, Уэльс, и Хэртфорд-колледже, Оксфорд.

## Карьера
Её первый роман, The Family Tree, вошёл в шорт-лист Премии писателей Содружества 2006 года, Премии Клуба Авторов за лучший первый роман, Премии Уэвертона и Уэльской книги года. Он также был представлен в виде пятисерийного сериала на BBC Radio 4. В США роман стал выбором редактора The New York Times Book Review. The Family Tree был переведён на несколько языков, включая испанский, итальянский, немецкий, чешский и португальский.
Её журналистская работа во втором десятилетии 21 века была посвящена вопросам, связанным с технологиями. Например, она взяла интервью у Джимми Уэйлса, основателя Википедии.
Начиная с конца 2016 года газета The Observer опубликовала серию статей Кадвалладр о том, что она назвала «правой экосистемой фейковых новостей».
Писатель Энтони Барнетт написал в блоге The New York Review of Books о статьях Кадвалладр в The Observer, в которых сообщалось о злоупотреблениях со стороны участников кампании за выход Великобритании из Европейского союза (Brexit) и незаконном финансировании Vote Leave на референдуме о членстве Великобритании в Европейском союзе (ЕС) в 2016 году. Она также освещала предполагаемые связи между Найджелом Фаражем, президентской кампанией Дональда Трампа в 2016 году и влиянием России на президентские выборы 2016 года, которое расследовалось в США. Перед тем, как Cambridge Analytica закрыла свою деятельность в 2018 году, компания подала в суд на The Observer за высказывания, сделанные в статьях Кадвалладр.
В апреле 2019 года Кадвалладр выступила на конференции TED с 15 минутным докладом о связях между социальной сетью Facebook и Brexit под названием «Роль Facebook в Brexit — и угроза демократии» (англ. Facebook's role in Brexit — and the threat to democracy). Это было одно из вступительных выступлений на TED 2019 года, и Кадвалладр раскритиковала «богов Силиконовой долины — Марка Цукерберга, Шерил Сэндберг, Сергея Брина, Ларри Пейджа и Джека Дорси», обвинив Facebook в подрыве демократии. Куратор TED Крис Андерсон пригласил Марка Цукерберга прийти и дать свой ответ, но Цукерберг отказался. Позже Андерсон назвал выступление Кадваллард одним из лучших в 2019 году. Она резюмировала свое выступление в статье в The Observer: «В сложившейся ситуации я не думала, что когда-либо снова будут возможны свободные и честные выборы. Эта либеральная демократия была сломана. И они её сломали». Речь была встречена аплодисментами. Некоторые из подвергшихся критике «техгиганты» жаловались на «фактические неточности» в её выступлении, но на просьбы указать их не реагировали.

### Иск
12 июля 2019 года бизнесмен Аррон Бэнкс, который основал и спонсировал Leave.EU, политическую кампанию в поддержку Brexit, инициировал иск о клевете против Кадвалладр за утверждение, что он солгал о «своих отношениях с российским правительством», в частности, в её выступлении на TED.
Семь групп по защите свободы прессы объединили свои усилия, чтобы выразить свою тревогу по поводу судебного иска и призвали к его прекращению. Они также призвали британское правительство защищать журналистику, представляющую общественный интерес. Репортёры без границ (RSF), ARTICLE 19, Европейская федерация журналистов (EFJ), Европейский центр свободы прессы и СМИ (ECPMF), Гринпис, Index on Censorship, международный ПЕН-клуб и ПЕН-клуб Шотландии охарактеризовали иск как «досадный по своему характеру и нацеленный на то, чтобы заставить замолчать смелые журналистские расследования Кадвалладр. Мы призываем Бэнкса прекратить этот оскорбительный судебный процесс и прекратить усилия, направленные на то, чтобы задушить отчётность, представляющую общественный интерес». Письмо называет этот иск примером так называемого иска SLAPP — Strategic Litigation Against Public Participation (Стратегические судебные иски, направленные против участия общественности). Организации прокомментировали необычный шаг подачи иска на Кадвалладр как на отдельного журналиста, а не на газету The Guardian, которая является владельцем The Observer, или TED. «Мы с обеспокоенностью отмечаем оскорбительный подход Бэнкс к Кадвалладр как личности на основе комментариев, которые она сделала устно, включая одно предложение в выступлении на TED, и в Твиттере, а не на основе аналогичных сообщениях, которые были опубликованы в The Guardian».
В январе 2020 года Бэнкс отказался от двух частей своего иска. Судья пришёл к выводу, что «неоднократно г-н Бэнкс говорил неправду о тайных отношениях, которые у него были с российским правительством в связи с получением иностранного финансирования избирательных кампаний в нарушение закона о таком финансировании». Судья ранее предупредил, что «трансляции и публичные выступления не следует интерпретировать как официальные написанные тексты», и «подчеркнул, что обычный читатель или слушатель не будет тщательно анализировать возможные толкования слов как юрист, специализирующийся на клевете».
6 ноября 2020 года, когда дело о клевете всё ещё продолжалось, Кадвалладр удалила и извинилась за недавний пост в Твиттере, в котором она утверждала, что Бэнкс нарушил закон. Избирательная комиссия постановила, что Leave.EU нарушила избирательный закон Великобритании. Кроме того, Управление комиссара по информации (ICO) обнаружило, что Leave.EU нарушила законы о данных, но Аррон Бэнкс не был привлечен к личной ответственности.
13 июня 2022 года Бэнкс проиграл в суде. В случае победы Кадваллард пришлось бы выплатить от 750 тысяч до 1 миллиона фунтов стерлингов.

### Иная деятельность
Кадвалладр является членом All the Citizens, некоммерческой организации, зарегистрированной в Великобритании как компания с ограниченной ответственностью. В организацию входят журналисты, кинематографисты, специалисты по рекламе, учёные, художники, студенты и юристы.

## Награды
- Декабрь 2017: Премия British Journalism Awards в области технологической журналистики[англ.] за расследование о технологиях и демократии[30][31].
- Журналист-специалист 2017 года по версии Общества редакторов[англ.] за репортаж о Facebook и Cambridge Analytica[32][33].
- Июнь 2018: Премия Оруэлла в области политической журналистики за работу «о влиянии больших данных на референдум в ЕС и президентские выборы в США 2016 года»[34][35].
- Ноябрь 2018: Премия организации «Репортёры без границ» «L’esprit de RSF»[36].
- Премия Полка 2018 года за национальный репортаж с репортёрами из The New York Times[37].
- Премия Стига Ларссона 2018 года. Награда выдаётся ежегодно в размере 200 тысяч шведских крон людям, работающих в духе Ларссона[38].
- Ноябрь 2018: Журналист года по версии научного общества Ассоциация политических исследований[англ.] (вместе с Амелией Джентльман[англ.]) за её настойчивость и стойкость в проведении «журналистских расследований по таким темам, как личные данные»[39].
- Две награды British Journalism Awards 2018 за освещение технологий и расследования[40].
- Журналист года (2018) в области технологий по версии Общества редакторов[англ.][41].
- 2019: Премия Джеральда Леба[англ.] за журналистские расследования[42][43].
- Май 2019: Медаль Hay Festival[англ.] в области журналистики «за героические и тщательные журналистские расследования»[44].
- 2019: Финалистка Пулитцеровской премии за национальный репортаж вместе с репортёрами The New York Times за освещение скандала с Cambridge Analytica[45].

## Работы
- Cadwalladr, Carole. Lebanon (Travellers Survival Kit) :  [англ.]. — Vacation Work, 1996. — ISBN 1854581473.
- Cadwalladr, Carole. The Family Tree: A Novel :  [англ.]. — Penguin, 2005. — ISBN 9781440649516.